# Чемпіонат Європи з художньої гімнастики 2004
Чемпіонат Європи з художньої гімнастики 2004 пройшов з 4 по 6 червня в місті Київ, Україна.
Рішення про проведення Чемпіонату Європи в Києві було прийняте Міжнародною федерацією гімнастики 11 грудня 2002 року. Провели цей спортивний захід у Палаці спорту. Тоді змагання проходили лише в командній та абсолютній індивідуальній першості, де українські гімнастки в підсумку завоювали дві срібні медалі.

## Медалісти
| Дисципліна         | Золото                           | Срібло                                                  | Бронза                                                    |
| Команда            | Команда                          | Команда                                                 | Команда                                                   |
| ------------------ | -------------------------------- | ------------------------------------------------------- | --------------------------------------------------------- |
| Командна першість  | Росія Аліна Кабаєва Ірина Чащина | Україна Тамара Єрофеєва Ганна Безсонова Наталія Годунко | Білорусь Інна Жукова Валерія Курильська Світлана Рудалова |
| Особиста першість  |                                  |                                                         |                                                           |
| Абсолютна першість | Аліна Кабаєва (RUS)              | Ганна Безсонова (UKR)                                   | Ірина Чащина (RUS)                                        |

## Медальний залік
*   Країна-господарка ( Україна)
| Місце              | Країна             | Золото | Срібло | Бронза | Загалом |
| ------------------ | ------------------ | ------ | ------ | ------ | ------- |
| 1                  | Росія (RUS)        | 2      | 0      | 1      | 3       |
| 2                  | Україна (UKR)*     | 0      | 2      | 0      | 2       |
| 3                  | Білорусь (BLR)     | 0      | 0      | 1      | 1       |
| Загалом (3 збірні) | Загалом (3 збірні) | 2      | 2      | 2      | 6       |

## Зовнішні посилання
- Results (PDF) (англ.). Архів (PDF) оригіналу за 6 серпня 2016.